# Alfredo Bensaúde
Alfredo Bensaúde (* 4. März 1856 in Ponta Delgada; † 1. Januar 1941 Ebenda) war ein portugiesischer Mineraloge und Hochschullehrer. Er war Gründer und erster Direktor des Instituto Superior Técnico in Lissabon.

## Leben
Bensaúde war der älteste Sohn des aus einer jüdischen Familie stammenden Fabrikanten José Bensaude (1835–1922). Er besuchte die Schule in Ponta Delgada und ging mit 15 Jahren zur Fortsetzung seiner Ausbildung nach Deutschland, wo er die Technische Hochschule in Hannover und die Bergakademie Clausthal besuchte. In Clausthal war er Mitglied des Corps Montania. 1878 schloss er seine Studien als Ingenieur ab. 1881 promovierte er an der Georg-August-Universität Göttingen im Fach Mineralogie zum Dr. phil. 1884 ließ er sich in Lissabon nieder, wo er zum Professor der Mineralogie und Geologie am Instituto Industrial e Comercial ernannt wurde. Bensaude organisierte das Studium nach deutschem Vorbild neu und führte unter anderem die Lehre der Kristallographie und die modernen Techniken der Petrographie in Portugal ein. Ab 1893 war er korrespondierendes Mitglied der Akademie der Wissenschaften in Lissabon.
Später war er Professor und von 1911 bis 1922 erster Direktor des Instituto Superior Técnico in Lissabon. 1922 zog er sich in seine Heimatstadt Ponta Delgada auf den Azoren zurück.

## Schriften
- Über den Analcim. Dissertation. Stuttgart 1881
- Beiträge Zur Kenntniss der Optischen Eigenschaften des Analcim. In: Nachrichten von der Königlichen Gesellschaft der Wissenschaften und der Georg-August-Universität zu Göttingen. 1881
- Über den Perowskit. Von der Philosophischen Fakultät der Universität Göttingen gekrönte Preisschrift. Göttingen 1882
- Da Incongruência entre a Observação e a Teoria em alguns Cristais Cúbicos. Tese de concurso para lugar de professor de mineralogia e geologia do Instituto Industrial e Comercial de Lisboa. 1884
- Projecto de reforma do ensino tecnologico para o Instituto Industrial e Commercial de Lisboa: parecer separado. Lisboa 1892
- Beiträge zu einer Theorie der optischen Anomalien der regulären Kristalle. Lisboa 1894
- Die wahrscheinlichen Ursachen der anomalen Doppelbrechung der Kristalle. Lisboa 1896
- Uma concepção evolucionista da música: As canções de F. Schubert. Lisboa 1905
- Notas histórico-pedagógicas sobre o Instituto Superior Técnico. Lisboa 1922
- Vida de José Bensaude. Porto 1936